# Факирхат
Факирхат (бенг. ফকিরহাট, англ. Fakirhat) — город на юго-западе Бангладеш, административный центр одноимённого подокруга. Площадь города равна 22,09 км². По данным переписи 2001 года, в городе проживало 23 476 человек, из которых мужчины составляли 51,93 %, женщины — соответственно 48,07 %. Плотность населения равнялась 1063 чел. на 1 км². Уровень грамотности населения составлял 47,4 % (при среднем по Бангладеш показателе 43,1 %).